# إيرل ولز
إيرل ولز (بالإنجليزية: Earle Wells)‏ هو متسابق يخت نيوزيلندي، ولد في 27 أكتوبر 1933 في أوكلاند في نيوزيلندا.

## وصلات خارجية
- إيرل ولز على موقع الاتحاد الدولي للملاحة الشراعية (موقع جديد) (الإنجليزية)
- إيرل ولز على موقع الاتحاد الدولي للملاحة الشراعية (موقع قديم) (الإنجليزية)
- إيرل ولز على موقع اللجنة الأولمبية الدولية (الإنجليزية)
- إيرل ولز على موقع أوليمبيديا (الإنجليزية)
- إيرل ولز على موقع اللجنة الأولمبية النيوزيلندية (الإنجليزية)
- إيرل ولز على موقع قاعة نيوزيلندا للمشاهير الرياضية (الإنجليزية)